# Sun Probe
"Sun Probe" is, volgens de originele uitzending, de elfde aflevering van Thunderbirds, de Supermarionation televisieserie van Gerry Anderson. De aflevering werd voor het eerst uitgezonden op ATV Midlands op 9 december 1965.
De aflevering was echter de 4e die geproduceerd werd. Derhalve wordt de aflevering tegenwoordig vaak als 4e aflevering in de serie uitgezonden.

## Verhaal
Op Cape Kennedy vindt de lancering plaats van de Sun Probe, een bemande raket gemaakt om naar de zon te vliegen om daar monsters te verzamelen voor onderzoek. De raket zal een week nodig hebben om de geplande baan rond de zon te bereiken.
Enige tijd later op Tracy Eiland volgen de Tracy’s de live uitzending van de Sun Probe’s missie. Alleen Brains is niet aanwezig omdat hij werkt aan zijn nieuwste uitvinding: een intelligente mensachtige robot die hij Braman noemt.
Op tv geeft professor Heinz Bodman uitleg over de missie van de Sun Probe. Een kleine raket zal zich losmaken van de hoofdraket en door een zonnevlam vliegen om monsters te verzamelen. In de raket regelen solarnauten Kolonel Harris, Asher en Camp de route van de miniraket. Ze lanceren de raket en verzamelen zoals gepland zonnematerie. Echter, zodra de miniraket en de hoofdraket weer samen komen gaat het fout. De straling van de zon verstoort de controlesystemen van Sun Probe waardoor de remraketten dienst weigeren. Hierdoor komt de raket op ramkoers met de zon.
Het International Space Command probeert via een radiosignaal vanaf de aarde de remraketten op afstand te doen ontbranden, maar dit werkt eveneens niet. Op tv doet kolonel Benson een oproep aan International Rescue. Jeff belt Cape Kennedy met de mededeling gehoor te geven aan de oproep, en roept iedereen bij elkaar voor een bespreking. De enige manier om de Sun Probe te redden is dezelfde methode toepassen die ISC reeds probeerde: via een radiosignaal de remraketten op afstand starten. Alan en Scott willen met Thunderbird 3 vertrekken en vanuit de ruimte het signaal versturen, maar Virgil merkt op dat de zendapparatuur van Thunderbird 2 sterker is en ze beter vanaf de Aarde een poging kunnen wagen. Jeff accepteert uiteindelijk Gordon’s idee om een dubbele missie uit te voeren en beide voertuigen te lanceren.
Zo gezegd, zo gedaan. Alan, Scott en Tin-Tin vertrekken met Thunderbird 3 nadat Brains een paar aanpassingen heeft aangebracht. Ondertussen berekent Virgil de perfecte locatie om vanaf de Aarde het radiosignaal uit te zenden. Dit blijkt de Himalaya te zijn. Met de juiste apparatuur aan boord vertrekken Virgil en Brains in Thunderbird 2.
Sun Probe heeft nog 24 uur voordat ze tegen de zon botsen. Alan roept de solarnauten op vanuit Thunderbird 3 en verklaart hun plan. Echter, hun eerste poging is niet bepaald succesvol en het radiosignaal haalt de Sun Probe niet. Ze moeten nog zeker vier uur vliegen voordat ze dicht genoeg bij de Sun Probe zijn, wat inhoudt dat ze dichter bij de zon moeten komen dan vooraf was gepland.
Ondertussen komen Virgil en Brains aan op Arkanberg gedurende een blizzard. Met speciale kleding aan laden ze de Transmitter Truck uit Thunderbird 2 en rijden naar de beste locatie op de berg. Ook hun eerste poging faalt. Hun signaal is te zwak en Brains moet eerst wat dingen aanpassen. Thunderbird 3’s tweede poging heeft ook geen effect. Wanneer zowel de Sun Probe als Thunderbird 3 te lijden krijgen onder de hitte, vraagt Alan aan Tin-Tin om extra stroom te gebruiken voor een derde poging. Dit keer haalt het radiosignaal zijn doel en de Sun Probe’s remraketten ontbranden.
Met de Sun Probe buiten gevaar wil Alan ook Thunderbird 3 om laten keren, maar nu falen de remraketten van Thunderbird 3. Het blijkt dat Tin-Tin is flauwgevallen door de hitte en vergeten is het radiosignaal uit te zetten. De zendapparatuur verbruikt daardoor zoveel stroom dat dit ten koste gaat van de remraketten. Jeff informeert Virgil en Brains. Brain komt met het plan om de Transmitter Truck te gebruiken om de radiozender van Thunderbird 3 uit te schakelen. Hiervoor moet hij wel de juiste frequentie berekenen. Tot overmaat van ramp blijkt dat ze niet de kist met de computer, maar die met Braman hebben meegenomen.
Scott en Alan vallen ook flauw door de hitte. Daar hij geen andere keuze heeft probeert Brains of Braman de frequentie kan berekenen. Braman blijkt hier tot ieders opluchting toe in staat. Met de juiste frequentie ingesteld slagen Virgil en Brains erin de remraketten van Thunderbird 3 op afstand te activeren. Ook Thunderbird 3 keert nu om.
Op Tracy Eiland treft Jeff voorbereidingen om Alan, Scott en Tin-Tin te onthalen als helden. Ondertussen wordt Brains door Braman verslagen met een potje schaken.

## Rolverdeling

### Reguliere stemacteurs
- Jeff Tracy — Peter Dyneley
- Scott Tracy — Shane Rimmer
- Virgil Tracy — David Holliday
- Alan Tracy — Matt Zimmerman
- Gordon Tracy — David Graham
- Brains — David Graham
- Tin-Tin — Christine Finn
- Kyrano — David Graham

### Gastrollen
- Kolonel Benson — Ray Barrett
- Kolonel Harris — Ray Barrett
- Solarnaut Asher — David Graham
- Solarnaut Camp — John Tate
- TV Verslaggever — Matt Zimmerman
- Professor Heinz Bodman — Peter Dyneley
- Braman — David Graham

## Machines
De machines en voertuigen gebruiktin deze aflevering zijn.
- Thunderbird 2 (met capsule 6)
- Thunderbird 3
- Transmitter Truck
- Braman
- Sun Probe

## Fouten
- Een diagram van de Sun Probe dat werd getoond in het nieuwsprogramma suggereert dat de controleruimte waar de solarnauten zitten helemaal in de top van de raket is. Dit is echter het gedeelte dat loskoppelt van de raket om door de zonnevlam te vliegen.
- Terwijl ze op weg zijn naar Thunderbird 3 wisselen Alan en Scott op een of andere manier van plaats op de bank die als transportmiddel dient.
- Thunderbird 2 vertrekt met capsule 3, maar bij aankomst op de Arkanberg is dit opeens capsule 6. Deze fout komt ook voor in "Vault of Death", "Move - and You're Dead", "Martian Invasion", "The Perils of Penelope" en Day of Disaster".
- De Sun Probe deed er een week over om in de baan rond de zon te komen, maar Thunderbird 3 was er in minder dan 24 uur. Het kan zijn dat dit bewust is gedaan aangezien Thunderbird 3 waarschijnlijk sneller is.
- Als de Sun Probe binnen 24 uur zou botsen met de zon, zou de zwaartekracht veel te groot zijn om het schip te laten keren.

## Trivia
- "Sun Probe" lijkt onderdeel te zijn van een tweedelig verhaal, samen met "The Perils of Penelope". De lancering van de Sun Probe werd getoond aan het begin van beide afleveringen.
- Beeldmateriaal van deze aflevering werd gebruikt voor een flashback in "Security Hazard".
- "Sun Probe" is de eerste aflevering waar Braman in meedoet. Hij doet verder mee in "Edge of Impact" en "The Cham-Cham".
- Volgens Jeff is dit Tin-Tin’s eerste missie.
- Hoewel Oma Tracy niet in beeld verschijnt, wordt ze wel genoemd.
- "Sun Probe" werd door Alan Fennell en Malcolm Stokes omgezet tot strip voor deel 6-8 van Thunderbirds: The Comic in 1991-92.
- De steigers rondom de Sun Probe werden ook gebruikt in de afleveringen "Terror in New York Citty" en "The Perils of Penelope".